# Liste öffentlicher Kneipp-Anlagen in Stuttgart
In der Liste öffentlicher Kneipp-Anlagen in Stuttgart sind öffentliche Kneipp-Anlagen für Orte, die zum Stadtkreis Stuttgart in Baden-Württemberg gehören, aufgeführt. Sie ist primär nach Orten sortiert, unabhängig davon, ob es sich um Ortsteile, Gemeinden oder Städte handelt. Kneipp-Anlagen können laut Kneipp-Bund in Form von Wassertretanlagen oder Armbecken vorliegen und unterliegen grundsätzlich nicht der Trinkwasserverordnung. Kneipp-Anlagen werden häufig künstlich angelegt. Daneben gibt es in den natürlichen Verlauf von Fließgewässern eingebettete Wassertretstellen. Kneippen ist eine Behandlungsmethode der Hydrotherapie, die auf der Grundlage von Sebastian Kneipp angewendet wird. Hierbei wird in kaltem Wasser auf der Stelle geschritten. In Armbecken werden die Arme bis zur Mitte der Oberarme ins kalte Wasser getaucht. Die Liste erhebt keinen Anspruch auf Vollständigkeit.

## Kneipp-Anlagen in Stuttgart
Derzeit sind in Stuttgart zwei öffentliche Kneipp-Anlagen erfasst (Stand: 8. Juni 2021):
| Bild | Ort                  | Beschreibung                                                                     | ↴ Zufluss / ↳ Abfluss | Standort        |
| --- | -------------------- | -------------------------------------------------------------------------------- | --------------------- | --------------- |
| (weitere Bilder) | Botnang              | Kneippanlage nordwestlich von Stuttgart-Botnang in der Nähe des Buberlesbrunnen. | ↴↳ Buberlesbach       | ⊙ Buberlesweg   |
| Bild gesucht Die Wikipedia wünscht sich an dieser Stelle ein Bild vom hier behandelten Ort. Weitere Infos zum Motiv findest du vielleicht auf der Diskussionsseite . Falls du dabei helfen möchtest, erklärt die Anleitung , wie das geht. BW | Stuttgart-Sillenbuch | Kneipp-Anlage Am Frauenkopf in der Nähe des Tiefenbachsees                       |                       | ⊙ Am Frauenkopf |